# Trilacuna besucheti
Espèce
Trilacuna besucheti est une espèce d'araignées aranéomorphes de la famille des Oonopidae.

## Distribution
Cette espèce se rencontre en Inde au Meghalaya et en Birmanie en État Chin,.

## Description

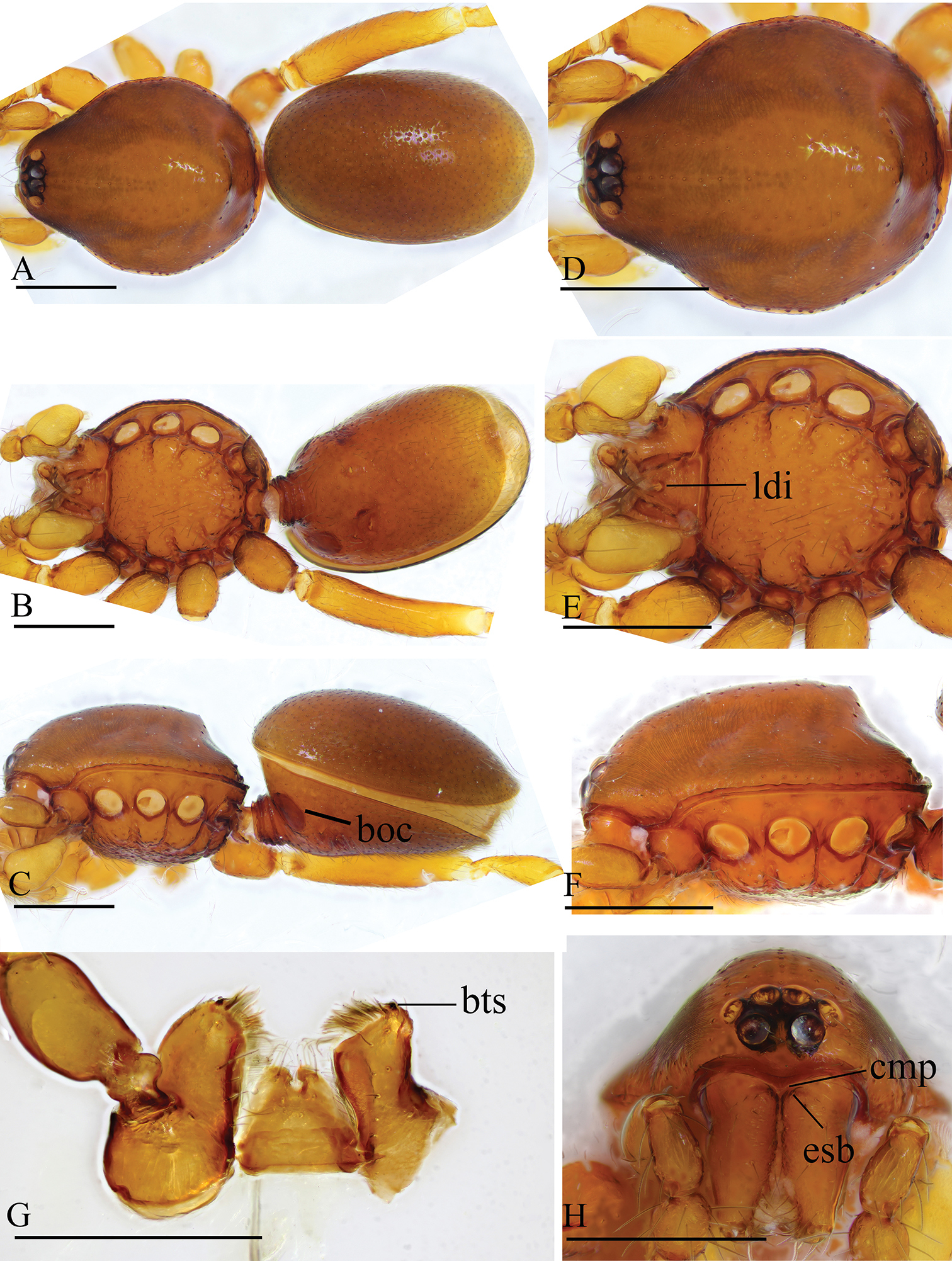
Trilacuna besucheti ♂

Le mâle paratype mesure 2,24 mm et la femelle paratype 2,46 mm.

## Systématique et taxinomie
Cette espèce a été décrite par Grismado et Piacentini en 2014.

## Étymologie
Cette espèce est nommée en l'honneur de Claude Besuchet.

## Publication originale
- Grismado, Deeleman-Reinhold, Piacentini, Izquierdo & Ramírez, 2014 : « Taxonomic review of the goblin spiders of the genus Dysderoides Fage and their Himalayan relatives of the genera Trilacuna Tong and Li and Himalayana, new genus (Araneae, Oonopidae). » Bulletin of the American Museum of Natural History, no 387, p. 1-108.